# Epiblatticida breviterebrata
Epiblatticida breviterebrata är en stekelart som beskrevs av Hayat 2003. Epiblatticida breviterebrata ingår i släktet Epiblatticida och familjen sköldlussteklar. Inga underarter finns listade i Catalogue of Life.